# Ramsen (Schaffhausen)
Ramsen és un municipi del cantó de Schaffhausen (Suïssa).